# هریتیج لیک، ایلینوی
هریتیج لیک (به انگلیسی: Heritage Lake) یک منطقهٔ مسکونی در ایالات متحده آمریکا است که در شهرستان تیزول، ایلینوی واقع شده‌است. هریتیج لیک ۱٬۵۲۰ نفر جمعیت دارد و ۲۲۷٫۹۹ متر بالاتر از سطح دریا واقع شده‌است.